# Raymond Kalla
Raymond Koned Kalla Nkongo, född 22 april 1975 i Douala, är en kamerunsk före detta fotbollsspelare som spelade som mittback.

## Karriär

### Klubblag
Raymond Kalla startade sin karriär i Canon Yaoundé innan han värvades till grekiska Panachaiki. 1998 gick han vidare till spanska CF Extremadura där han gjorde 121 matcher i ligaspelet.
Efter säsongen 2001/2002, då Extremadura blev degraderade till tredjedivisionen, så lämnade Kalla för tyska VfL Bochum. Under sin sista säsong i klubben blev han lagets näst bästa målskytt med fem mål, då Bochum åkte ur Bundesliga. I december 2003 blev han avstängd tre matcher, då han hade brutit mot dopningsregler.
2005 gick Kalla till turkiska Sivasspor för en säsong innan han återvände till sitt hemland för spel med Union Douala där han avslutade karriären.

### Landslag
Raymond Kalla gjorde totalt 64 landskamper för Kameruns landslag, och var med i VM 1994, VM 1998 samt VM 2002. Under VM 1998 spelade han alla minuter och spelade mittback ihop med Rigobert Song.
Kalla avslutade sin landslagkarriär efter att han tvingats lämna återbud till Afrikanska mästerskapet 2006 på grund av skada.